# Americký curl
Americký curl je plemeno kočky, jehož typickým znakem je neobvyklý tvar uší, které se sklápějí dozadu k temeni hlavy (viz obrázky). Jméno plemene bývá též překládáno jako americká kadeřavá kočka, tento název je ovšem poněkud matoucí, neboť navozuje dojem kočky s kadeřavou srstí. Srst curlů přitom není nijak neobvyklá. Kadeřavost se u tohoto plemene týká skutečně pouze uší. Správný překlad by tedy měl znít americká kočka s kadeřavýma ušima. Plemeno je uznáváno všemi velkými mezinárodními chovatelskými organizacemi (FIFe, CFA, TICA). Obě formy (dlouhosrstá i krátkosrstá) jsou řazeny podle klasifikace FIFe do skupiny II, tedy mezi polodlouhosrsté kočky.

## Historie
Plemeno pochází z Kalifornie. V roce 1981 zde manželé Rugovi našli opuštěné dlouhosrsté kotě s neobvykle tvarovanýma ušima. Kočička, která dostala jméno Shulamith, se stala základem chovu nového plemene. První americký curl byl oficiálně vystaven o dva roky později, v roce 1983. Svým šibalským pohledem si získal mnoho obdivovatelů a plemeno se začalo zdárně šířit. Americká chovatelská organizace TICA dlouhosrstého amerického curla oficiálně uznala v roce 1987. Manželé Rugovi se rozhodli vyhovět přání některých chovatelů, a křížením s kočkou domácí vyšlechtili i krátkosrstou variantu curla. Obě varianty, krátkosrstá i dlouhosrstá, byly největší americkou chovatelskou organizací CFA uznány současně v roce 1991, převážně evropská FIFe pak plemeno uznala v roce 2002.

## Charakteristika plemene

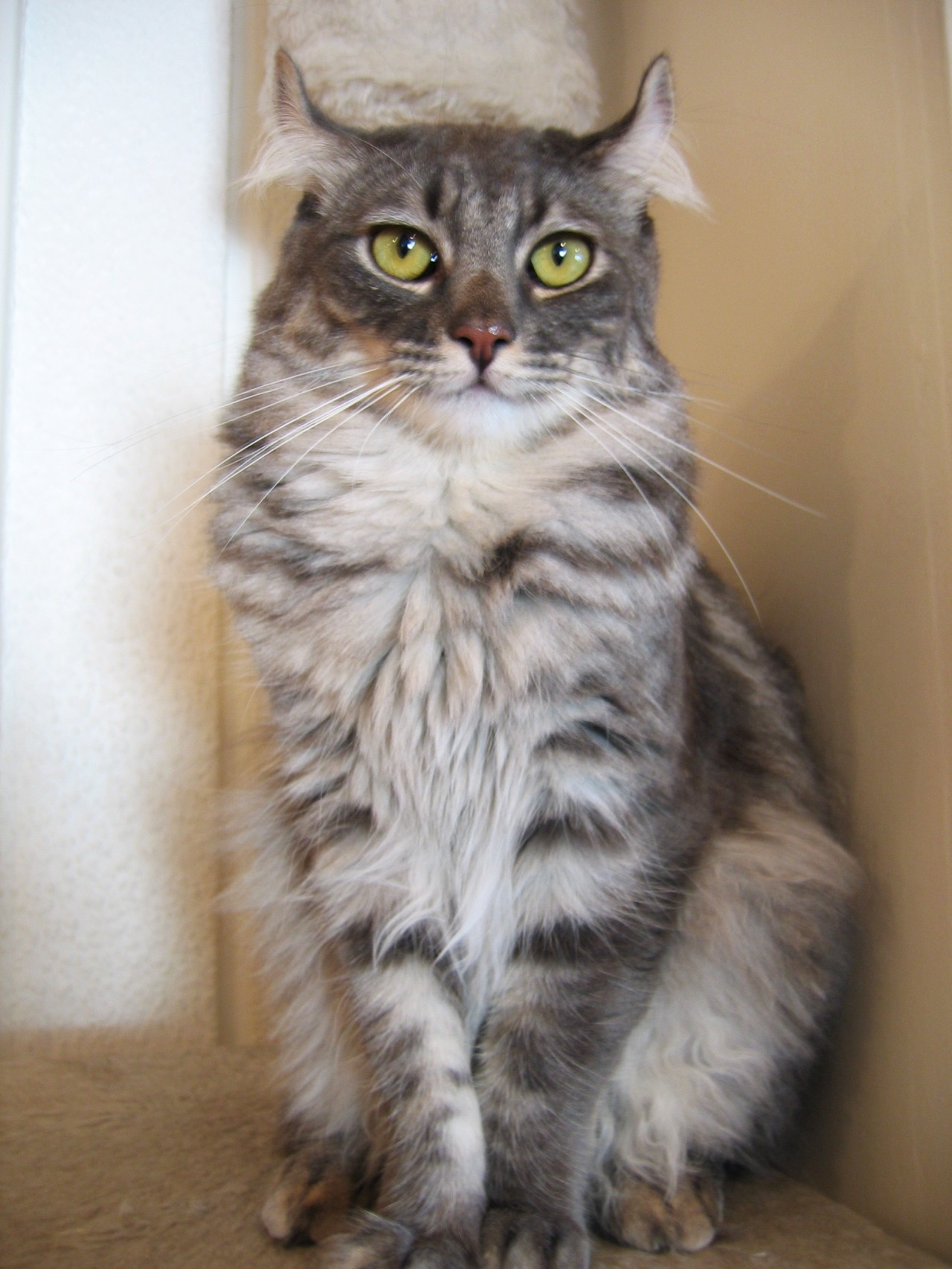
Americký curl

Americký curl je středně velká kočka. Váha je udávána v rozmezí 3–6 kg.
Hlava je klínovitá, s oblými hranami bez rovných míst, spíše delší než širší. V poměru k tělu střední velikosti. Oči poměrně velké, ve tvaru vlašského ořechu, nahoře oválné, dole kulaté. Jasné a zářící. Barva libovolná, bez vztahu k barvě srsti, pouze u variet s odznaky (colourpoint) jsou požadovány oči modré barvy. Nos je středně dlouhý a rovný, lehce stoupá od spodku očí k čelu, plynulá linie, bez stopu.
Uši jsou na curlovi to nejdůležitější. Však také jejich obodování tvoří u tohoto plemene skoro třetinu celkového výstavního hodnocení! Jsou střední velikosti, vzpřímené, posazené na rozích hlavy (příliš nízko nasazené uši jsou vadou). Dobře vyvážené, spíše tenčí než masivní, s jemnými, pravidelnými tvary. Na bázi jsou široké, otevřené, v plynulém oblouku se stáčí vzad, což musí být jasně patrné při pohledu zepředu i zezadu. Špičky zakulacené a pružné. Ochlupení je žádoucí. Zakřivení ucha má být v oblouku nejméně 90 stupňů, nesmí však přesáhnout 180 stupňů (uši s extrémním zakřivením, při kterém se dotýkají samy sebe či hlavy, jsou závažnou vadou). Pevná chrupavka sahá od základny do 1/3 výšky ucha.
Tělo curla je středně velké, délka by měla být jedennapůlnásobkem výšky v kohoutku. Kompaktní, pružné, normálně osvalené. Nohy jsou pevné, v poměru k tělu středně dlouhé, tlapky kulaté. Ocas je ohebný, širší u základny, směrem ke špičce se zužuje. U dlouhosrsté formy je po celé délce hustě ochlupený dlouhými jemnými chlupy, u krátkosrsté formy mají chlupy stejnou délku jako ostatní srst.
Srst je u „dlouhosrsté“ formy polodlouhá, jemná, na dotek hedvábná, přiléhající k tělu, s žádnou nebo minimální podsadou. U „krátkosrsté“ formy je krátká, měkká, na dotek hedvábná, přiléhající k tělu, opět s žádnou nebo minimální podsadou. Nesmí ale působit příliš plyšově. Jsou povoleny všechny barevné variety.

## Genetika
Neobvyklý tvar uší amerického curla je způsoben dominantním genem (označení: Cu). Dosud nebyly zaznamenány žádné negativní efekty vázané na tento gen. To má klíčový význam pro chovatele, kteří se nemusí obávat případných geneticky podmíněných zdravotních problémů u novorozených koťat.
(Pro srovnání: další kočičí plemeno s neobvykle tvarovanýma ušima je skotská klapouchá kočka. Zde je tvar uší rovněž zapříčiněn dominantním genem (Fd), ovšem v tomto případě stejný gen způsobuje i vývojové vady kostí a chrupavek. U homozygotních jedinců (FdFd) se často objevují deformace kostí a těžká forma osteoartritidy.)
Curlové se podle stupně zakřivení uší dělí do třech skupin. Kočky z první skupiny (lehké zakřivení) se chovají pouze jako domácí mazlíčci, kočky z druhé skupiny (střední zakřivení) se využívají do chovů. Třetí skupina (plné zakřivení) představuje výstavní zvířata.
Všichni curlové se rodí s rovnýma ušima, ty se jim začínají křivit až zhruba týden po narození. Plného zakřivení uši nabudou po čtyřech měsících. Tvar uší nemá vliv na sluch. Americký curl slyší stejně dobře jako ostatní kočky.

## Povaha a chov
Curl je přítulný, důvěřivý, rychle si zvykne na další zvířata. Není příliš „výmluvný“, je však velmi inteligentní a zvídavý. Má silnou vazbu na „svého“ člověka, rád jej sleduje takříkajíc na každém kroku. Na péči je nenáročný, srst kvůli téměř chybějící podsadě stačí občas prokartáčovat a následně pročesat. Je potřeba dávat pozor při kontaktu s ušima, které jsou velmi citlivé, s křehkou chrupavkou, která se může snadno zlomit, proto se uši nesmí natáčet do nepřirozených poloh.
V Česku se ještě před pár lety kočky tohoto plemene objevovaly pouze výjimečně jako hosté na výstavách, první kocourek získal české majitele v roce 2009 a stal se tak základem chovu tohoto plemene v ČR.